# الخليفة (الحديدة)

تعديل مصدري - تعديل

الخليفة هي إحدى قرى مديرية المراوعة، التابعة لمحافظة الحديدة اليمنية، بلغ تعداد سكانها 1640 نسمة حسب الإحصاء الذي جرى عام 2004.